# Teucholabis sigmoidea
Teucholabis sigmoidea är en tvåvingeart som beskrevs av Alexander 1949. Teucholabis sigmoidea ingår i släktet Teucholabis och familjen småharkrankar. Inga underarter finns listade i Catalogue of Life.